# Dagab
Dagab Inköp & Logistik AB är ett inköps- och logistikbolag för lager och leveranser av dagligvaror till handeln och e-handelskonsumenter. Det var från början en partihandel men ingår sedan 2000 i Axfoodskoncernen och blev sedermera Axfoods inköps- och logistikbolag. De levererar dagligvarusortimentet till ca 400 egna och samverkande butiker inom Axfood. Verksamhet bedrivs utifrån ett huvud- och inköpskontor samt tio lagerenheter på olika platser i Sverige.

## Verksamhet
Dagab bildades 1974 som Dagligvarugrossisternas Intresse Aktiebolag – Dagab, genom att sex fristående grossister gick samman för att erbjuda Sveriges handlare ett fritt alternativ till ICA:s och KF:s slutna system. Affärsidén var att vem som helst skulle få handla med Dagab, utan krav på medlemskap eller konkurrensbegränsande avtal. Efter att haft sitt huvudkontor i Jordbro industriområde sedan företaget bildades, kom huvudkontoret 2006 att samlokaliseras med Axfoods huvudkontor i Solna strand. Den 25 januari 2010 flyttade Dagab tillbaka sitt huvudkontor till Haninge.
År 2015 fusionerades Dagab AB med Axfood Sverige AB och bildade Dagab Inköp och logistik AB för att bilda Axfoods gemensamma organisation för inköp, sortiment, lager och transport.
Den 30 januari 2017 meddelade Axfood att köpet av Matse AB för en halv miljard svenska kronor genomförts.
Den 31 maj 2017 meddelade Axfood att de förvärvat Middagsfrid AB genom det nya dotterbolaget Matse Holding AB.
Den 26 januari 2018 är fusionen klar mellan Middagsfrid AB och Dagab. Middagsfrid blev då en bifirma till Dagab.
Den 30 januari 2018 blir även fusionen mellan Mat.se och Dagab klar och även Matse blir en bifirma till Dagab.
Den 31 maj 2021 meddelade Axfood att man förvärvar Bergendahls Food och ingår partnerskap med City Gross.. Den 16 september 2021 meddelades att Konkurrensverket godkänt Axfoods förvärv. Åren 2023–2024 påbörjades en lagerflytt från Dagabs fullsortimentslager i Jordbro till deras nya fullautomatiserade lager i Bålsta.

## Verksamhetsställen
- Backa
- Borlänge
- Bålsta
- Hässleholm
- Jordbro
- Jönköping
- Landskrona
- Skellefteå
- Sätra
- Torsplan (huvudkontor)
- Västra Frölunda
- Örebro

## Verkställande direktörer
- 1996–1999: Erik Olsson
- 2000–2005: Stefan Karlsson
- 2006–2009: Håkan Åkerström
- 2009–2010: Benny Hast[7][8]
- 2010–2014: Anders Agerberg[9]
- 2014–2024 Nicholas Pettersson[10]
- 2024–idag: Hans Bax